# Graphium porthaon
Graphium porthaon är en fjärilsart som först beskrevs av William Chapman Hewitson 1865.  Graphium porthaon ingår i släktet Graphium och familjen riddarfjärilar.
Artens utbredningsområde är Tanzania. Inga underarter finns listade i Catalogue of Life.

## Bildgalleri

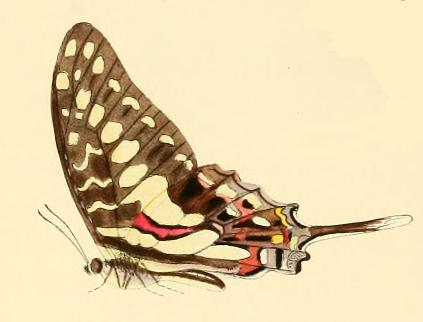
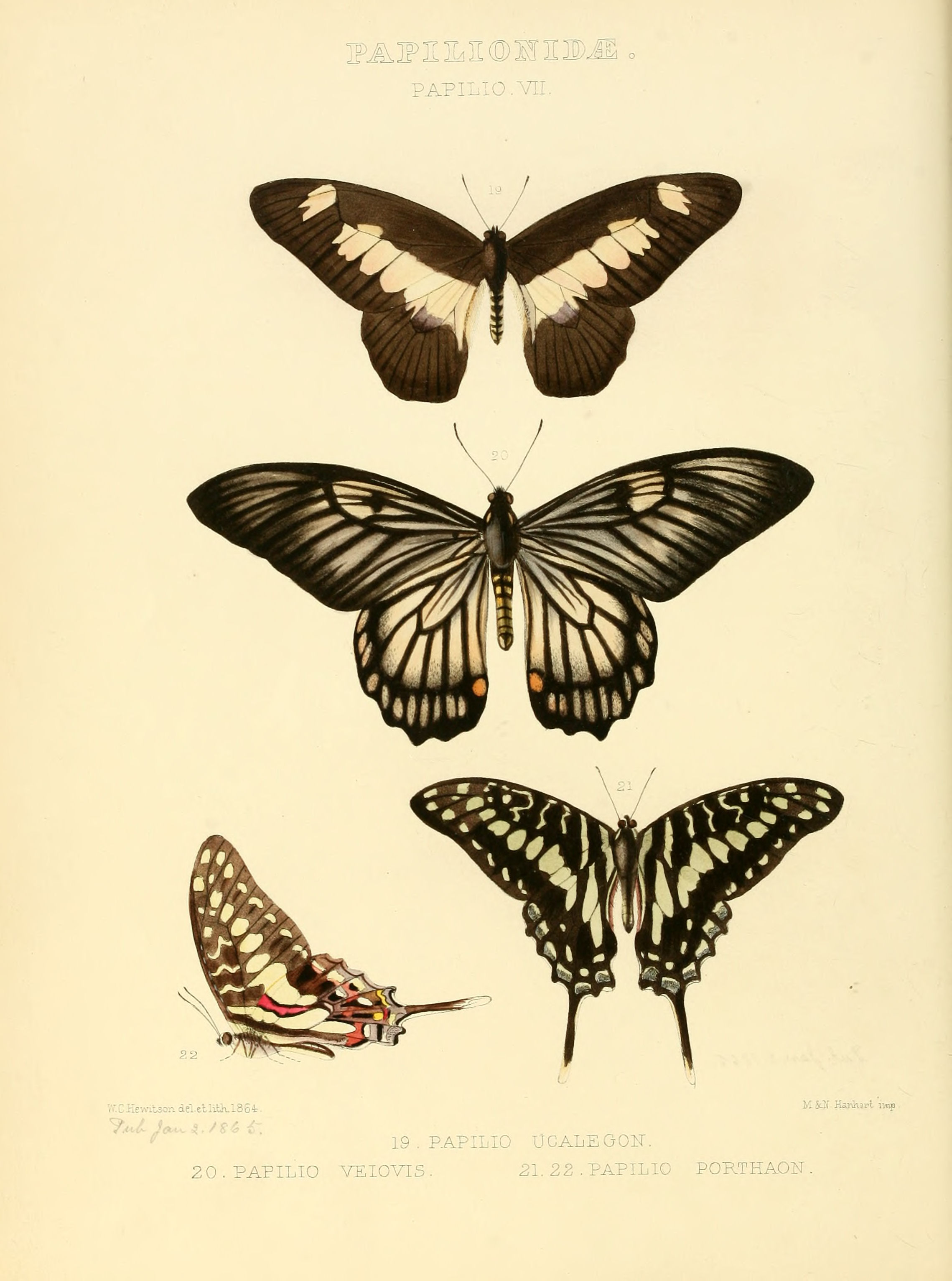